# Eleição municipal de Açailândia em 2016
A eleição municipal de Açailândia em 2016 foi realizada para eleger um prefeito, um vice-prefeito e 17 vereadores no município de Açailândia, no estado brasileiro do Maranhão. Foram eleitos para os cargos de prefeito e vice-prefeito, Juscelino Oliveira e Silva e Aluísio Silva Sousa (PCdoB), respectivamente.
Seguindo a Constituição, os candidatos são eleitos para um mandato de quatro anos a se iniciar em 1º de janeiro de 2017. A decisão para os cargos da administração municipal, segundo o Tribunal Superior Eleitoral, contou com 66 411 eleitores aptos e 5 437 abstenções, de forma que 8.19% do eleitorado não compareceu às urnas naquele turno.

## Antecedentes
Juscelino Oliveira e Silva foi vereador de Açailândia de 2008 a 2012, e vice-prefeito de Gleide Lima Santos (MDB) de 2012 até quando ela foi afastada do cargo em julho de 2015 pela acusação de uso indevido dos bens públicos. Após o afastamento, ele assumiu a posição até as eleições seguintes, onde viria a ser reeleito.

## Campanha
Desde as primeiras pesquisas eleitorais, Juscelino Oliveira já possuía uma vantagem de 27 pontos percentuais em relação ao segundo colocado. Houve também uma caminhada organizada por ele durante a campanha, que acabou mobilizando uma quantidade considerável de moradores da cidade vestidos com a camiseta do partido. A caminhada terminou com um discurso do político.
Em entrevista após reeleição, Juscelino declarou para o G1 que sua prioridade era "saúde, emprego e renda". Também mencionou que queria ver uma Açailândia "urbanizada, humanizada, com todos os programas sociais funcionando".

## Resultados

### Eleição municipal de Açailândia em 2016 para Prefeito
A eleição para prefeito contou com 4 candidatos em 2016: Milton Teixeira Santos Filho do Partido Socialismo e Liberdade, Juscelino Oliveira e Silva do Partido Comunista do Brasil, Benjamim de Oliveira do Partido da Social Democracia Brasileira, Jose Melgaço Chaves do Partido Social Democrático (2011) que obtiveram, respectivamente, 2 902, 33 652, 19 673, 1 575 votos. O Tribunal Superior Eleitoral também contabilizou 8.19% de abstenções nesse turno.
| Candidato(a)                        | Vice                             | Coligação                                  | Votos recebidos | Percentual |
| ----------------------------------- | -------------------------------- | ------------------------------------------ | --------------- | ---------- |
| Juscelino Oliveira e Silva (PCdoB)  | Aluísio Silva Sousa              | Mais Açailândia                            | 33652           | 58.22%     |
| Benjamim de Oliveira (PSDB)         | Jardel Bomjardim Martins         | Pelo Bem de Açailândia                     | 19673           | 34.04%     |
| Milton Teixeira Santos Filho (PSOL) | Francisco de Assis Ericeira Neto | Frente Popular                             | 2902            | 5.02%      |
| Jose Melgaço Chaves (PSD)           | Carlos Alberto da Silva Suleiman | Partido Social Democrático (sem coligação) | 1575            | 2.72%      |

### Eleição municipal de Açailândia em 2016 para Vereador
Na decisão para o cargo de vereador na eleição municipal de 2016, foram eleitos 17 vereadores com um total de 59 093 votos válidos. O Tribunal Superior Eleitoral contabilizou 931 votos em branco e 950 votos nulos. De um total de 66 411 eleitores aptos, 5 437 (8.19%) não compareceram às urnas.
| Nome                          | Partido político                       | Coligação                    | Votos recebidos | Percentual |
| ----------------------------- | -------------------------------------- | ---------------------------- | --------------- | ---------- |
| Cesar Nildo Costa Lima        | Partido Trabalhista Cristão (PTC)      | Juntos Somos Fortes          | 1634            | 2.77%      |
| Ancelmo Leandro Rocha         | Partido Popular Socialista (PPS)       | Juntos Venceremos            | 1498            | 2.53%      |
| Márcio Aníbal Gomes Vieira    | Solidariedade (SD)                     | Para o Trabalho Continuar    | 1409            | 2.38%      |
| Luis Carlos Silva             | Partido Trabalhista Brasileiro (PTB)   | Juntos Somos Fortes          | 1351            | 2.29%      |
| Adjackson Rodrigues Lima      | Partido Progressista (PP)              | Todos pelo Bem de Açailândia | 1249            | 2.11%      |
| Jose Elias Rodrigues da Silva | Podemos (PODE)                         | Açailândia Quer Bem Mais     | 1219            | 2.06%      |
| Adriano Andrade Silva         | Movimento Democrático Brasileiro (MDB) | Todos pelo Bem de Açailândia | 1187            | 2.01%      |
| Antonio Evandro Gomes         | Democratas (DEM)                       | Juntos Venceremos            | 1155            | 1.95%      |
| Marco Aurélio de Oliveira     | Partido Comunista do Brasil (PCdoB)    | Para o Trabalho Continuar    | 1135            | 1.92%      |
| José Eli Moreira Martins      | Partido Comunista do Brasil (PCdoB)    | Para o Trabalho Continuar    | 1114            | 1.89%      |
| Epifanio Andrade Silva        | Partido Republicano Brasileiro (PRB)   | Açailandia é do Bem          | 1062            | 1.8%       |
| Josibeliano Chagas Farias     | Avante (AVANTE)                        | Todos pelo Bem de Açailândia | 997             | 1.69%      |
| José Cardoso de Araújo        | Solidariedade (SD)                     | Para o Trabalho Continuar    | 952             | 1.61%      |
| Jarlis Adelino                | Partido da Mobilização Nacional (PMN)  | Juntos Somos Fortes          | 859             | 1.45%      |
| Heliomar Laurindo             | Partido Republicano Brasileiro (PRB)   | Açailandia é do Bem          | 821             | 1.39%      |
| Joilson Cardoso dos Santos    | Partido Republicano Brasileiro (PRB)   | Açailandia é do Bem          | 812             | 1.37%      |
| Jose Pereira de Sousa         | Democratas (DEM)                       | Juntos Venceremos            | 791             | 1.34%      |

## Análise
Talvez por conta de já ter assumido a prefeitura de forma temporária devido ao afastamento da prefeita eleita de sua antiga chapa e possivelmente por carisma, Juscelino de Oliveira acabou ganhando as eleições de 2016 de Açailândia com folga. Desde o início do período eleitoral ele já era o candidato com maior intenção de voto, e como exemplificado no episódio da caminhada, com grande potencial de gerar mobilização, de forma que sua posterior reeleição com quase 60% dos votos válidos não foi uma grande surpresa.